# Artaldo V de Forez
Artaldo V de Forez (? - 1078 ou 1079) foi um nobre da França medieval, tendo sido detentor do senhorio e do condado de Forez e de conde de Lyon.

## Biografia
Artald V foi 1076 nomeado pelo Papa Gregório VII para fazer parte do Conselho de Worms por causa do aumento de ataques contra a Igreja de Lyon por parte de Henrique IV, Sacro Imperador Romano-Germânico, que foi excomungado pelo papa. 
O último registo com o nome dele surge em 1078 nos documentos de uma doação à Abadia de Cluny. Neste documento ele chama-se "Conde de Forez" (Artaldus, vem forensis), sendo este o mais antigo documentado onde é como Conde de Lyon-Forez. 

## Relações familiares
Foi filho do Conde Geraldo II de Forez e Adelaide de Gévaudan, filha do Conde Pons de Gévaudan.
Casou com Ida de la Forez, cujo nome também surge grafado como Raimunda, teve:
1. Guilherme III de Forez (? - 1097), Conde de Lyon-Forez,
2. Ide-Raymonde de Forez (c. 1055 - ?) casada por duas vezes, a 1ª com Reinaldo II de Nevers [4] (1055 - 5 de agosto de 1089), conde de Nevers, Auxerre e Tonnerre entre 1079 e 1089 e a 2ª com Guigues Raimundo de Albon.